# Eupteryx hela
Eupteryx hela är en insektsart som beskrevs av Irena Dworakowska 1982. Eupteryx hela ingår i släktet Eupteryx och familjen dvärgstritar.
Artens utbredningsområde är Nepal. Inga underarter finns listade i Catalogue of Life.